# Zala (Somogy)
Pour les articles homonymes, voir Zala (homonymie).
Zala est un village et une commune du comitat de Somogy en Hongrie.